# Cellaria sagittula
Cellaria sagittula är en mossdjursart som beskrevs av Hayward och Ryland 1993. Cellaria sagittula ingår i släktet Cellaria och familjen Cellariidae. Inga underarter finns listade i Catalogue of Life.